# جيرسون توريس
جيرسون توريس (بالإسبانية: Gerson Torres)‏ (28 أغسطس 1997 بإيريذيا في كوستاريكا - ) هو لاعب كرة قدم كوستاريكي في مركز wide midfielder ‏، شارك في كأس العالم تحت 20 سنة لكرة القدم 2017 وكوبا سينتروأمريكانا 2017. وشارك مع منتخب كوستاريكا لكرة القدم. أما مع النوادي، فقد لعب مع نادي أمريكا وBelén F.C. ‏ ونادي هيريديانو.

## وصلات خارجية
- جيرسون توريس على موقع الاتحاد الدولي (مؤرشف)  (الإنجليزية)
- جيرسون توريس على موقع قاعدة بيانات كرة القدم.إي يو (الإنجليزية)
- جيرسون توريس على موقع ناشيونال فوتبول تيمز (الإنجليزية)
- جيرسون توريس على موقع Soccerway.com (الإنجليزية)
- جيرسون توريس على موقع عالم كرة القدم.نت (الإنجليزية)